# Caria amazonica
Caria amazonica är en fjärilsart som beskrevs av Bates 1868. Caria amazonica ingår i släktet Caria och familjen Riodinidae. Inga underarter finns listade i Catalogue of Life.